# 科托尔自然保护区和文化历史区
科托尔自然保护区和文化历史区是黑山境内的世界遗产，1979年入选，也是该国尚属南斯拉夫时期入选的第一项世界遗产，包含科托爾旧城区、科托尔城防，以及科托尔湾内周边区域。受1979年黑山地震影响，科托尔自然保护区和文化历史区一经入选马上列为濒危，修复工作基本由联合国教科文组织赞助，2003年解除濒危状态。此外，遗产边界还在2012和2015年微调。

## 图库

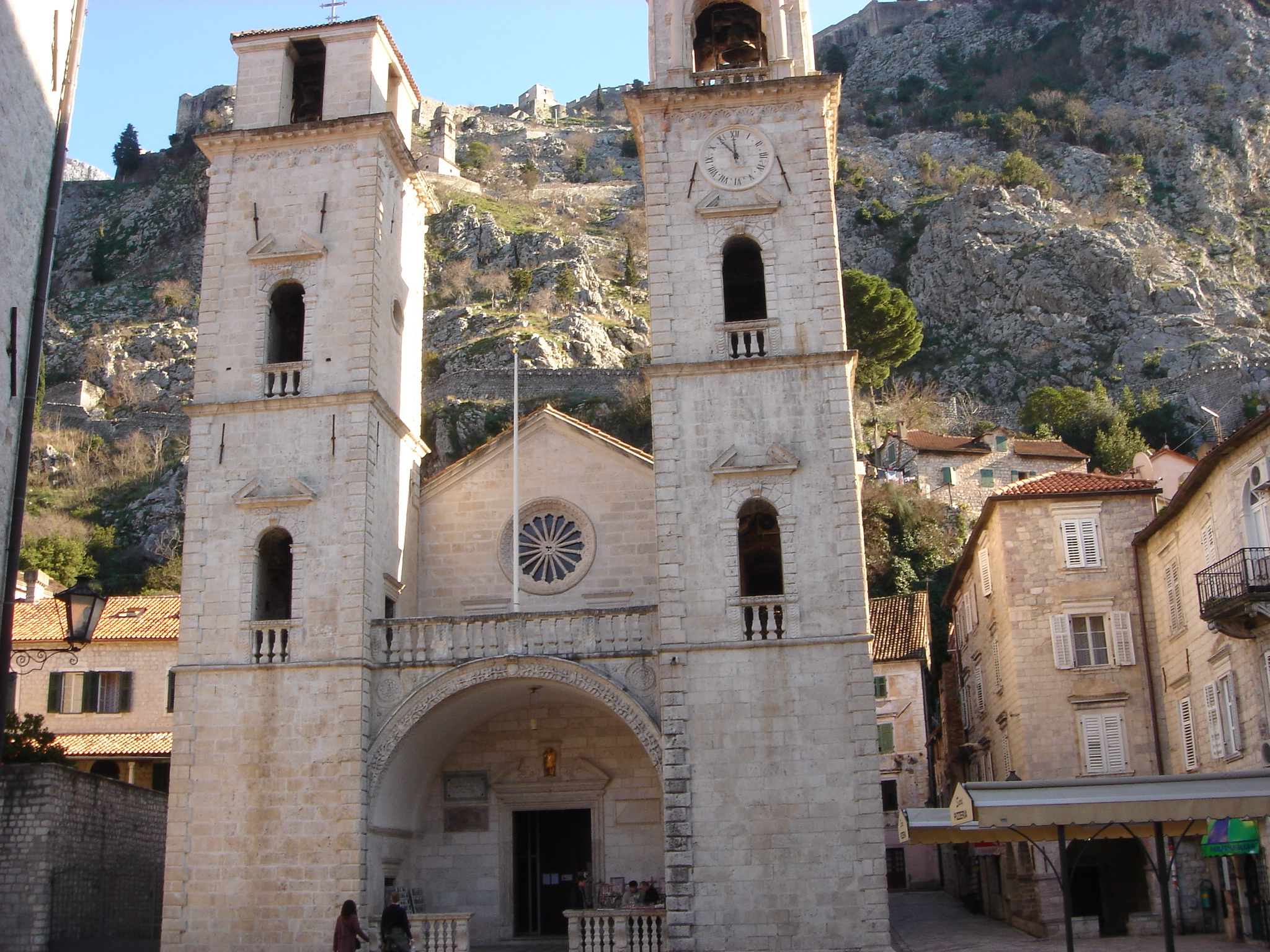
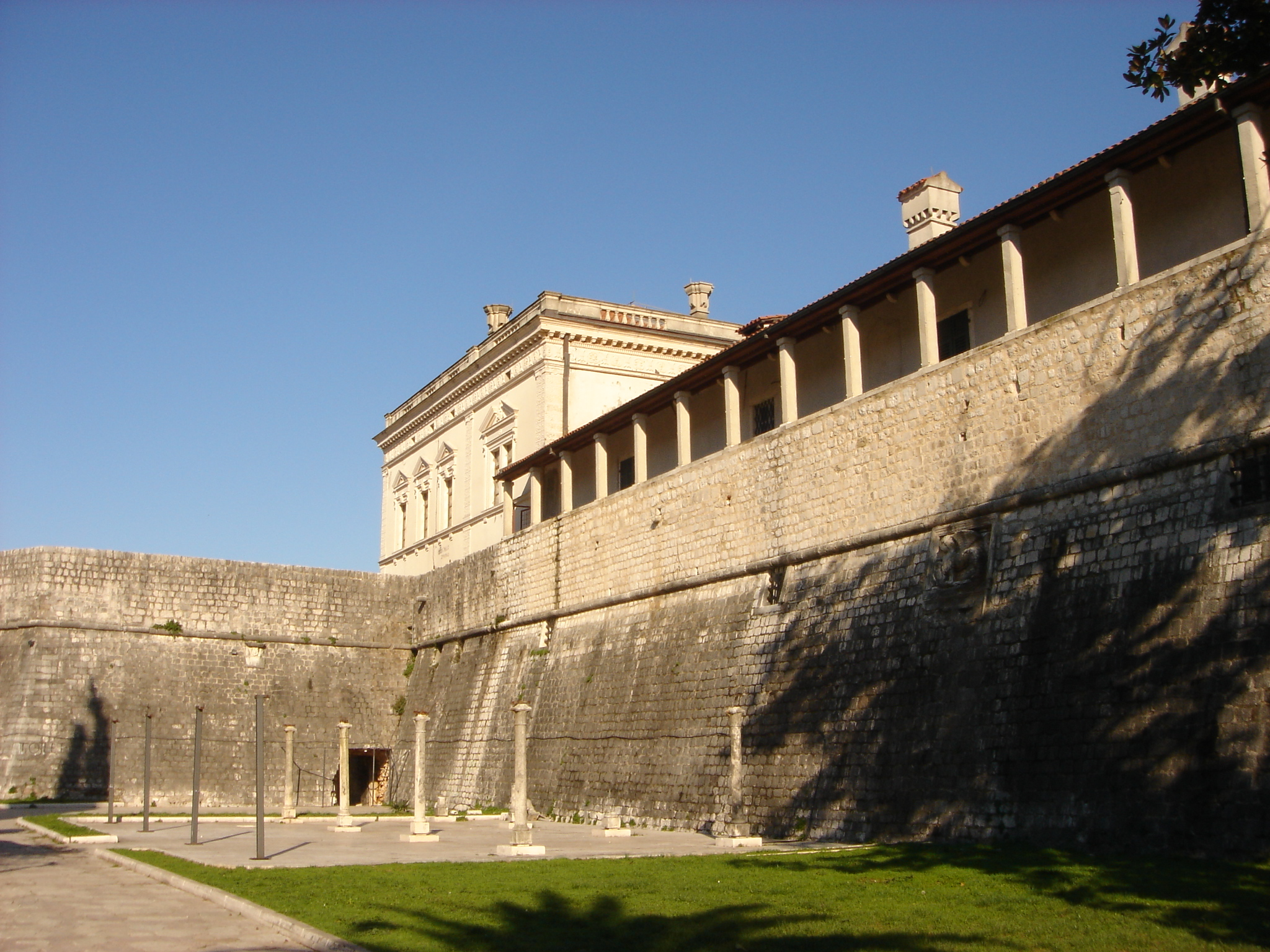
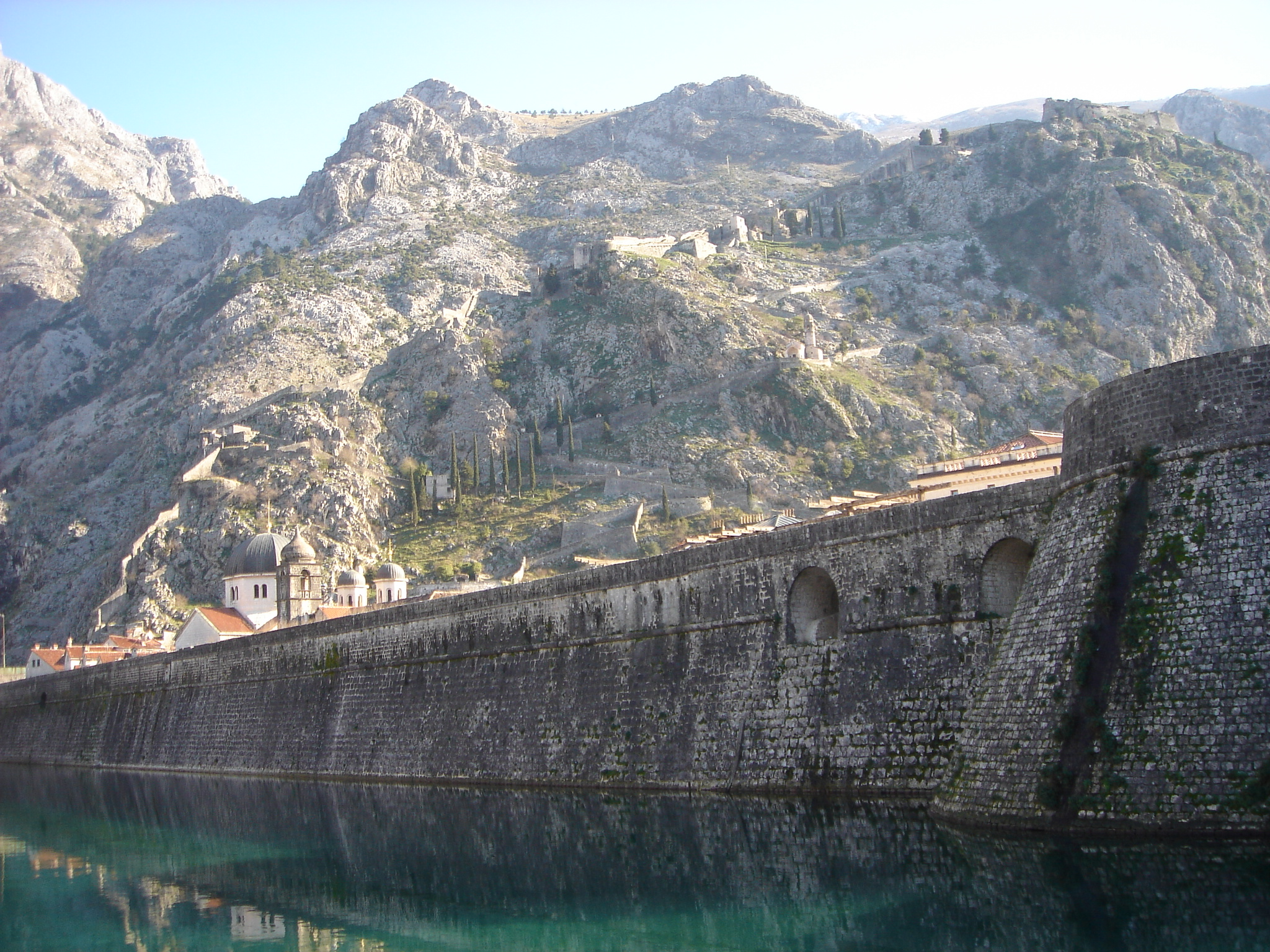
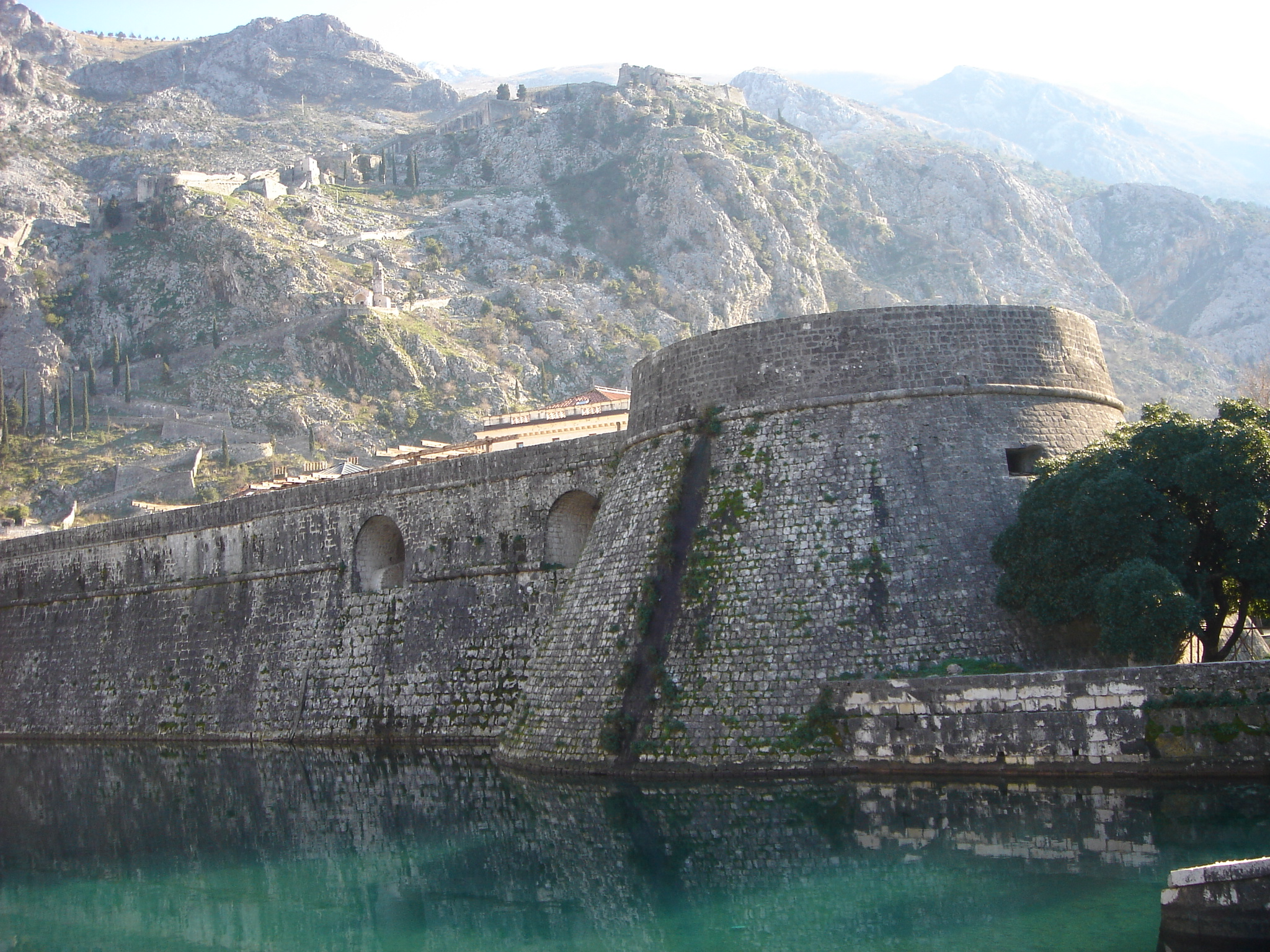